# Hugh Laing
Hugh Laing, nome alla nascita Hugh Morris Alleyne Skinner, (Barbados, 6 giugno 1911 – Harlem, 10 maggio 1988), è stato un ballerino barbadiano, uno degli interpreti di danza drammatica più significativi del XX secolo. Era il partner del coreografo Antony Tudor.

## Biografia
Hugh Laing nacque nelle Barbados nelle Indie occidentali britanniche. Si trasferì a Londra nel 1931 per studiare arte, ma presto si interessò al balletto. Dopo aver frequentato corsi di danza classica con Marie Rambert, Margaret Craske e Olga Preobrajenska, nel 1933 entrò nel Ballet Club sperimentale di Miss Rambert, e fu lì che incontrò Antony Tudor.
Rimase collaboratore artistico e compagno di Tudor fino alla morte del coreografo nel 1987. Per il Ballet Club Tudor ha creato ruoli per Laing in The Planets, The Descent of Hebe, Jardin aux Lilas e Dark Elegies.
Nel 1938 Laing divenne membro del Tudor's London Ballet, una troupe che ebbe breve vita, per la quale danzò in Gala Performance e Judgment of Paris di Tudor.
Hugh Laing accompagnò Tudor a New York nel 1939 per partecipare alla prima stagione del Ballet Theatre, com'era originariamente conosciuto l'American Ballet Theatre. Proprio come Tudor fu presto riconosciuto come un grande coreografo, allo stesso modo Laing fu salutato come uno dei migliori artisti della compagnia.
Al Ballet Theatre Tudor ha coreografato molti dei ruoli per cui Laing era famoso, il bello, ma corrotto, Giovane dalla Camera di Fronte in Pillar of Fire (1942), Romeo in Romeo e Giulietta (1943), un sofisticato gentiluomo in Dim Lustre (sempre nel 1943) e un assassino in Undertow (1945). È stato anche ammirato per le sue interpretazioni dell'amante zingaro in Aleko di Léonide Massine, un giovane nevrotico in Facsimile di Jerome Robbins, Albrecht in Giselle e il ruolo principale di Petruška.

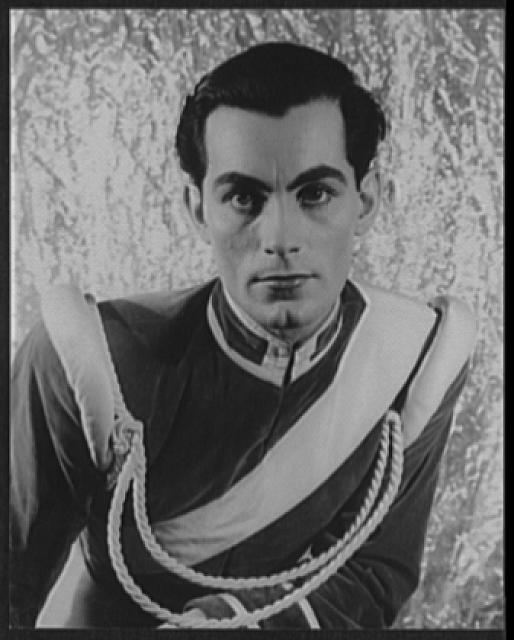
Hugh Laing, in Jardin aux Lilas, Fotografia di Carl Van Vechten, 1940

Ballò con il New York City Ballet dal 1950 al 1952, apparendo in un revival di Jardin aux Lilas e in lavori nuovi di Tudor come The Lady of the Camellias (1951) e La Gloire (1952). Fu inoltre elogiato nel ruolo del protagonista in Prodigal Son di George Balanchine e in Age of Anxiety di Robbins. In seguito ha fatto apparizioni come ospite al Ballet Theatre, poi ha intrapreso una nuova carriera come fotografo commerciale a New York continuando ad assistere Tudor con il restyling dei suoi balletti.
Laing è apparso come il cattivo Harry Beaton nella versione cinematografica del musical Brigadoon (1954).
Conosciuto per il suo bell'aspetto e l'intensità della sua presenza scenica, Laing non è mai stato considerato un grande tecnico, tuttavia i suoi poteri di caratterizzazione e il suo senso del tempo teatrale sono stati considerati notevoli. Il suo profilo come ballerino significativo della sua epoca è stato quasi certamente esaltato dalla coreografia di Tudor alla sua indubbia forza e Laing è generalmente considerato uno dei migliori ballerini drammatici del balletto del XX secolo.

## Vita privata
La lunga relazione di Laing con Tudor fu brevemente interrotta quando Laing sposò la ballerina americana Diana Adams nel 1947. Laing e la Adams divorziarono nel 1953.

## Morte
Hugh Laing morì di cancro, all'età di 77 anni, a New York City nel 1988.